# Décret des deux tiers
Pour les articles homonymes, voir Deux tiers.
Le décret sur les moyens de terminer la Révolution, dit décret des deux tiers, désigne un décret voté le 5 fructidor an III (22 août 1795) par la Convention pour changer la loi électorale peu avant la fin de la mandature, afin de s'assurer du maintien en fonction d'une forte majorité de ses membres, soit 500 sur 750 députés, malgré le rejet prévisible des électeurs. Ainsi, 394 conventionnels ayant été réélus, ce décret permit à la Convention de nommer elle-même 106 députés.

## Les causes du décret
Alors que la Constitution de l'an III est le fruit de la collaboration entre les républicains modérés et les royalistes constitutionnels, les concessions accordées, au printemps 1795, par la Convention aux insurgés vendéens et chouans et la répression de l'insurrection du 1er prairial an III (20 mai 1795) ont favorisé le réveil du royalisme. Alarmés par les excès de la Terreur blanche, la menace de la « proclamation de Vérone », — faite par Louis XVIII le 24 juin 1795, dans laquelle il appelle à la punition des régicides, au rétablissement des ordres et de la monarchie —, et l'expédition de Quiberon alarment les Thermidoriens. Alors que la valeur de l'assignat tombe de 7,5 % en prairial à 5 % en vendémiaire et que la vie chère frappe aussi bien les masses populaires que les petits rentiers et les petits propriétaires, l'impopularité des Conventionnels leur fait craindre un succès électoral des royalistes aux prochaines élections, lequel rendrait l'avenir de la République des plus incertains,,.

## Les circonstances
Du 23 juin au 22 août 1795, la Constitution de l'an III, élaborée par une commission de onze membres réunissant des républicains modérés et des royalistes, fait l'objet de discussions à la Convention. Le 1er fructidor an III (18 août 1795), le député Baudin des Ardennes présente un rapport « sur les moyens de terminer la Révolution », dans lequel il préconise que les deux tiers des sièges au Conseil des Anciens et au Conseil des Cinq-Cents soient réservés à des membres de l'ex-Convention, soit 500 des 750 élus. Pour le justifier, il explique que « la retraite de l'Assemblée Constituante vous apprend assez qu'une législature entièrement nouvelle pour mettre en mouvement une constitution qui n'a pas été essayée est un moyen infaillible de la renverser ». Seul le girondin Saladin proteste. Ce décret est voté, avec la constitution, le 5 fructidor an III (22 août 1795),.
Plusieurs sections royalistes de Paris ayant protesté contre ce décret, la Convention vote le 13 fructidor (30 août 1795), également sur un rapport de Baudin, un second décret « sur le mode de réélection des deux tiers de la Convention » qui prescrit aux assemblées électorales de commencer leurs opérations par l'élection des deux tiers. Les 68 Montagnards décrétés d'arrestation sont déclarés inéligibles.

## Les réactions
Le 20 fructidor an III (6 septembre 1795), les assemblées primaires, ouvertes pour la dernière fois à tous les citoyens sans condition de cens se réunissent pour se déterminer au suffrage universel sur la constitution et ces décrets. La ratification des décrets est laborieuse : 205 498 oui contre 108 754 non et des millions d'abstentions. Pour comparaison, la constitution a été adoptée avec 1 057 390 voix « pour » et 49 978 voix « contre ». Le décret des deux tiers a été rejeté dans 19 départements et par 47 sections parisiennes (alors dominées par les royalistes) sur 48. Seule la section des Quinze-Vingts l'approuve. Toutefois, 32 sections n'ayant pas précisé le nombre des acceptants et des refusants, leur vote n'est pas comptabilisé.
La nouvelle constitution ayant été proclamée le 1er vendémiaire an IV (23 septembre 1795), les élections du corps législatif doivent avoir lieu du 20 au 29 vendémiaire (12 au 21 octobre 1795).
Ce décret est la cause directe de l'insurrection royaliste du 13 vendémiaire an IV.

## Les conséquences
Malgré ce décret, seuls 394 conventionnels sont réélus sur les 500 qu'il imposait, ce qui oblige la Convention à nommer elle-même 105 députés. Pour le dernier tiers, il ne comporte que 4 sortants. Les survivants de la Montagne sont les grands perdants de l'élection, avec seulement 64 députés « avancés », parmi lesquels Audouin, Poultier et Marbot. La droite, en revanche, connaît une importante poussée, avec 88 députés contre-révolutionnaires et 73 royalistes modérés, les chefs de file de la réaction étant élus dans plusieurs départements: Lanjuinais est choisi par 39 départements, Henry-Larivière par 37, Boissy d'Anglas par 36. Outre des hommes nouveaux hostiles au régime, on retrouve surtout d'anciens constituants modérés, comme Dupont de Nemours, Le Coulteux de Canteleu et Tronchet, des Feuillants de l'Assemblée législative, comme Laffon-Ladébat et Lacuée.
Quant aux constitutionnels, ils sont représentés, à droite, par les républicains modérés, au nombre de 139 députés, hostiles aussi bien au gouvernement révolutionnaire qu'à une Restauration, et emmenés par Thibaudeau et Daunou. À leur gauche, 242 députés, représentés par Barras, Merlin de Thionville et Tallien, regroupent les thermidoriens. Avec le ralliement d'une centaine d'élus « indécis » ou « partagés », républicains de raison, ces deux ailes du centre constitutionnel vont constituer le noyau dirigeant du Directoire.